# Lübben (Spreewald)
Lübben (Spreewald), niedersorbisch Lubin (Błota), ist die Kreisstadt des Landkreises Dahme-Spreewald in der Niederlausitz im Land Brandenburg. Die Stadt ist im Spreewald gelegen und trägt seit dem 2. Juni 1999 das Prädikat Staatlich anerkannter Erholungsort.

## Geografie

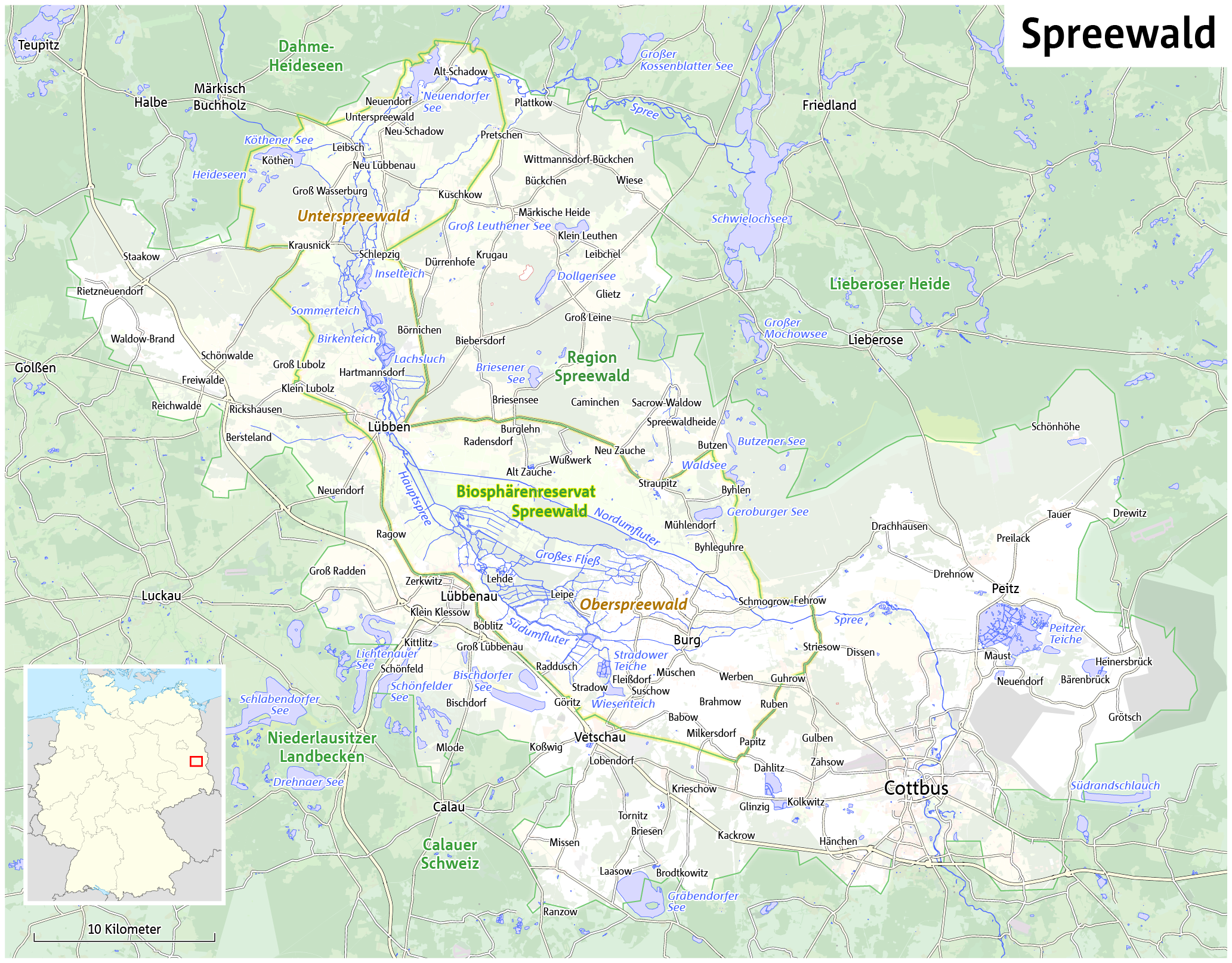
Lage von Lübben im Spreewald

Lübben liegt im Biosphärenreservat Spreewald am Übergang zwischen dem nördlich gelegenen Unterspreewald und dem sich südöstlich anschließenden Oberspreewald. Die Stadt liegt rund 40 Kilometer nordwestlich von Cottbus und 75 Kilometer südöstlich von Berlin. Umliegende Städte und Gemeinden sind Krausnick-Groß Wasserburg und Schlepzig im Norden, Märkische Heide im Nordosten, Neu Zauche und Alt Zauche-Wußwerk im Osten, Lübbenau/Spreewald im Südosten, Luckau im Südwesten, Bersteland im Westen und Schönwald im Nordwesten. Lübben zählt zum amtlichen Siedlungsgebiet der Sorben/Wenden in Brandenburg.
Durch die Stadt Lübben fließen die Spree, die Berste, der Burg-Lübbener-Kanal, der Rote Nil und das Große Fließ, welches die Südostgrenze bildet.

## Stadtgliederung
Die Stadt Lübben (Spreewald) gliedert sich in sieben Ortsteile mit zwei bewohnten Gemeindeteilen und fünf Wohnplätzen (sorbische Bezeichnungen in Klammern):
- Hartmannsdorf (Hartmanojce)
- Lubolz (Lubolce) mit den Wohnplätzen Groß Lubolz (Wjelike Lubolce) und Klein Lubolz (Małe Lubolce)
- Neuendorf (Nowa Wjas)
- Radensdorf (Radom)
- Steinkirchen (Kamjena) mit dem Gemeindeteil Ellerborn (Wólšyny)
- Treppendorf (Rańchow)

Zum ortsteilfreien Kerngebiet der Stadt Lübben (Spreewald) gehören der Gemeindeteil Börnichen (Bórnice) und die Wohnplätze Bukoitza (Bukojca), Lehnigksberg (Lenikowa Góra) und Ratsvorwerk (Raźiny Wudwór).
Die früheren zur Kernstadt Lübben gehörenden Wohnplätze Deichsiedlung (Nasypowe sedlišćo), Gubener Vorstadt (Gubinske pśedměsto) und Postbauten (Postowe twarjenja) sowie der frühere Treppendorfer Wohnplatz Ausbau (Wutwaŕki) werden inzwischen nicht mehr amtlich ausgewiesen.

## Geschichte

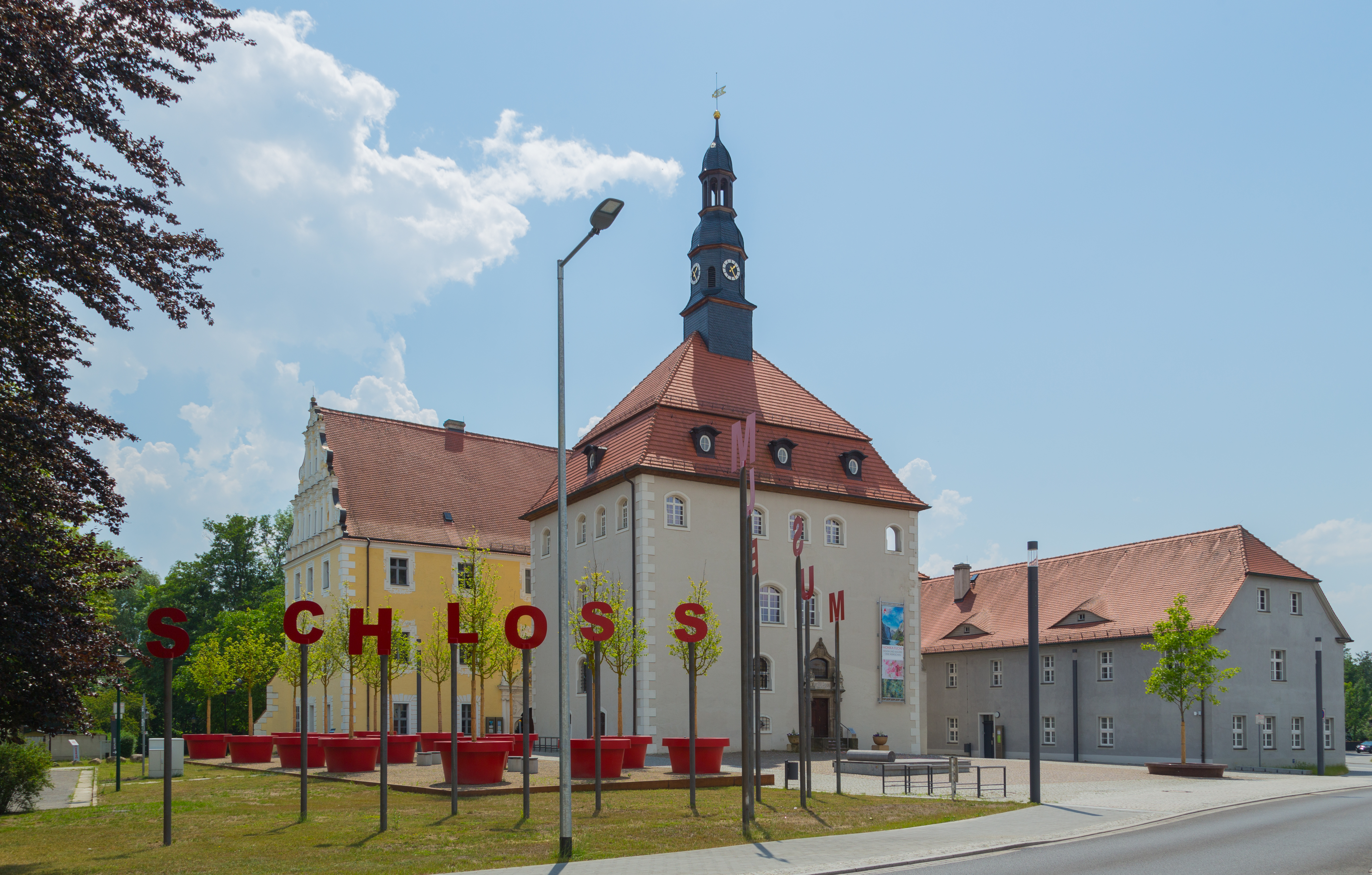
Stadt- und Regionalmuseum Schloss Lübben

### Ortsname
Der Name der Stadt leitet sich vermutlich von einem slawischen Personennamen „Luba“ ab und kann somit als „Siedlung des Luba“ bzw. „Siedlung des Friedliebenden“ gedeutet werden. Viele Sagen und Geschichten in der Stadt stellen einen Bezug zur sorbischen Liebes- und Fruchtbarkeitsgöttin Liuba her. An sie erinnert ein Gedenkstein im Hain zwischen Altstadt und Bahnhof, auch eine Schule in der Stadt trägt ihren Namen.

### Ersterwähnung bis zum 20. Jahrhundert

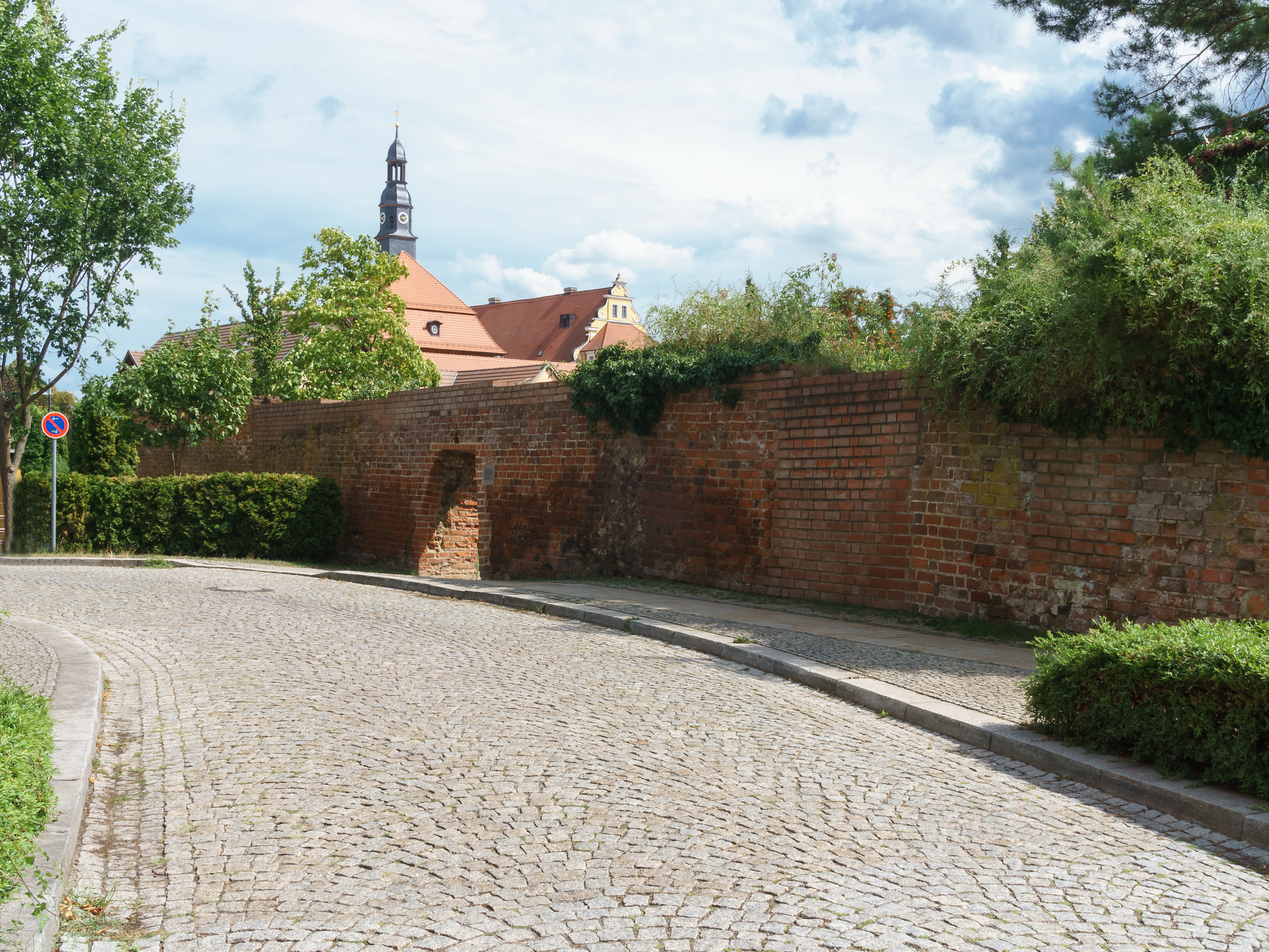
Reste der Stadtbefestigung

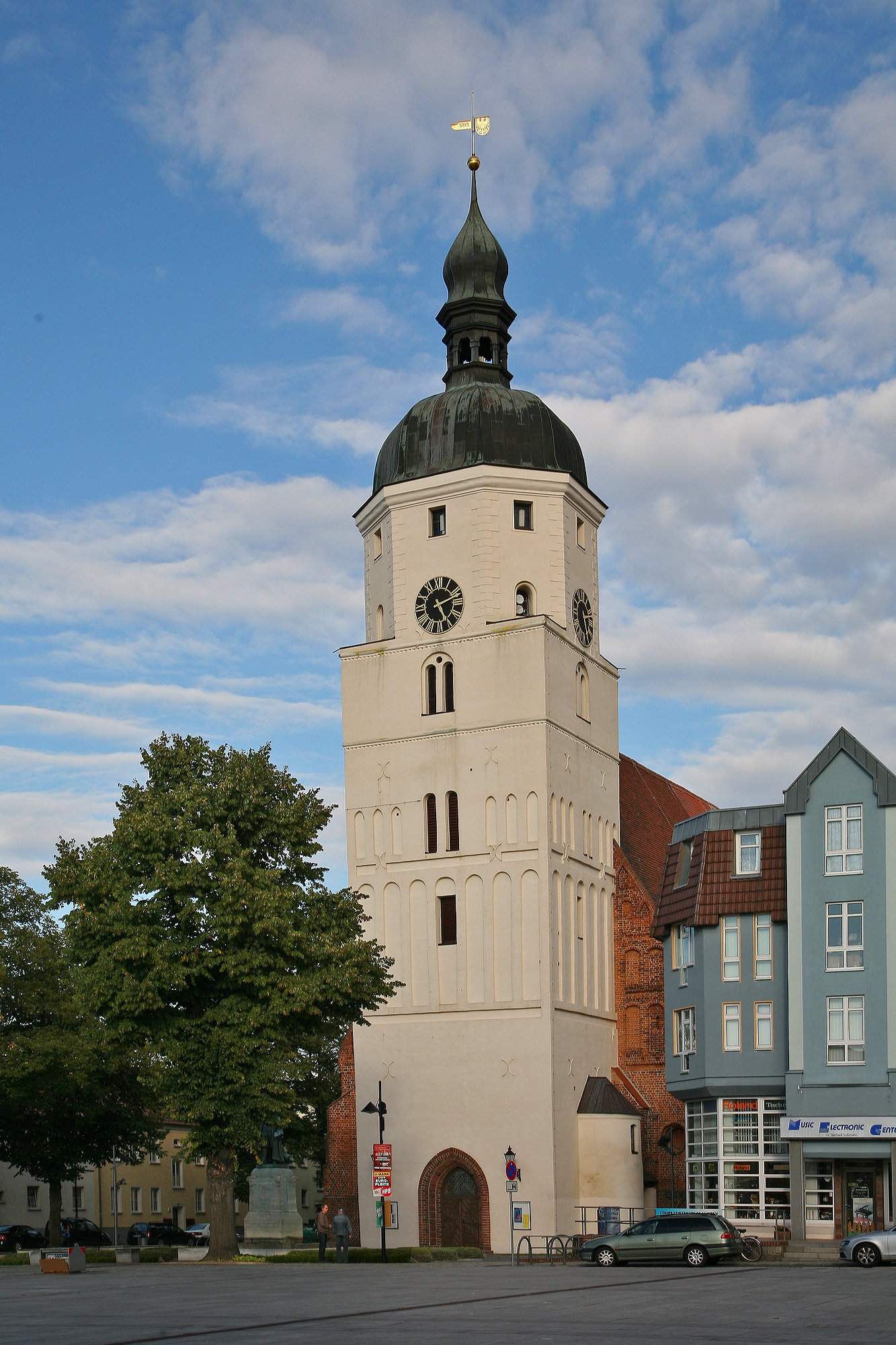
Paul-Gerhardt-Kirche

Die Burg Lübben wurde als urbs lubin um 1150 erstmals in einer Bestandsaufnahme der Besitztümer des Klosters Nienburg erwähnt. Die planmäßige Anlage einer Stadt an dieser Stelle erfolgte etwa um diese Zeit, nachdem zuvor bereits einige lose Streusiedlungen an den Armen der Spree existiert hatten. Zwischen 1210 und 1220 wurde das Magdeburger Stadtrecht in Lübben eingeführt. Die Stadtentwicklung wurde begünstigt durch die strategisch und logistisch herausragende geografische Lage zwischen Ober- und Unterspreewald. Erstmals als Ortschaft wird Lübben erst im Jahr 1288 erwähnt.
Die Stadt ging um 1300 in das Eigentum des Klosters Dobrilugk (Doberlug-Kirchhain) über, unter dessen Herrschaft sie bis 1329 verblieb. Sie wurde dann durch den Herzog Rudolf von Sachsen erworben. Nach langen kriegerischen Auseinandersetzungen gelangte Lübben 1373 zusammen mit der Niederlausitz unter die Herrschaft Kaiser Karls IV., der das Markgraftum in die Böhmische Krone inkorporierte. Stadtherren von Lübben blieben aber noch bis 1422 die sächsischen Fürsten. In der Zeit der Hussitenkriege ging die Niederlausitz in die Pfandherrschaft der vom böhmischen König eingesetzten Landvögte über. Lübben wurde in dieser Zeit mehr und mehr zu einer freien landesherrlichen Stadt, auch wenn der Landvogt Hans von Polenz (1422–1437) in der landesherrlichen Burg zu Lübben residierte. Am 18. Oktober 1448 wurde die Stadt durch den brandenburgischen Markgrafen Friedrich II. besetzt. Dieser zwang die Brüder von Polenz, ihm Stadt und Schloss Lübben für lediglich 10.000 Rheinische Gulden zu verkaufen.
Lübben war seit dem 15. Jahrhundert die Hauptstadt des Markgraftums Niederlausitz. Dort hatte der Landvogt seinen Sitz und auch die meisten Landtage der Niederlausitzer Stände wurden in Lübben abgehalten. Seit 1462 stand Lübben wieder direkt unter der Herrschaft der böhmischen Könige und gelangte als Bestandteil der Krone 1526 unter die Herrschaft der Habsburger. Zusammen mit der gesamten Niederlausitz wurde Lübben ab 1623 und endgültig mit dem Prager Frieden von 1635 kursächsisch. Im Dreißigjährigen Krieg wurde die Stadt Lübben und die umliegenden Siedlungen mehrfach Opfer von plündernden und brandschatzenden Truppen verschiedener kämpfender Parteien.

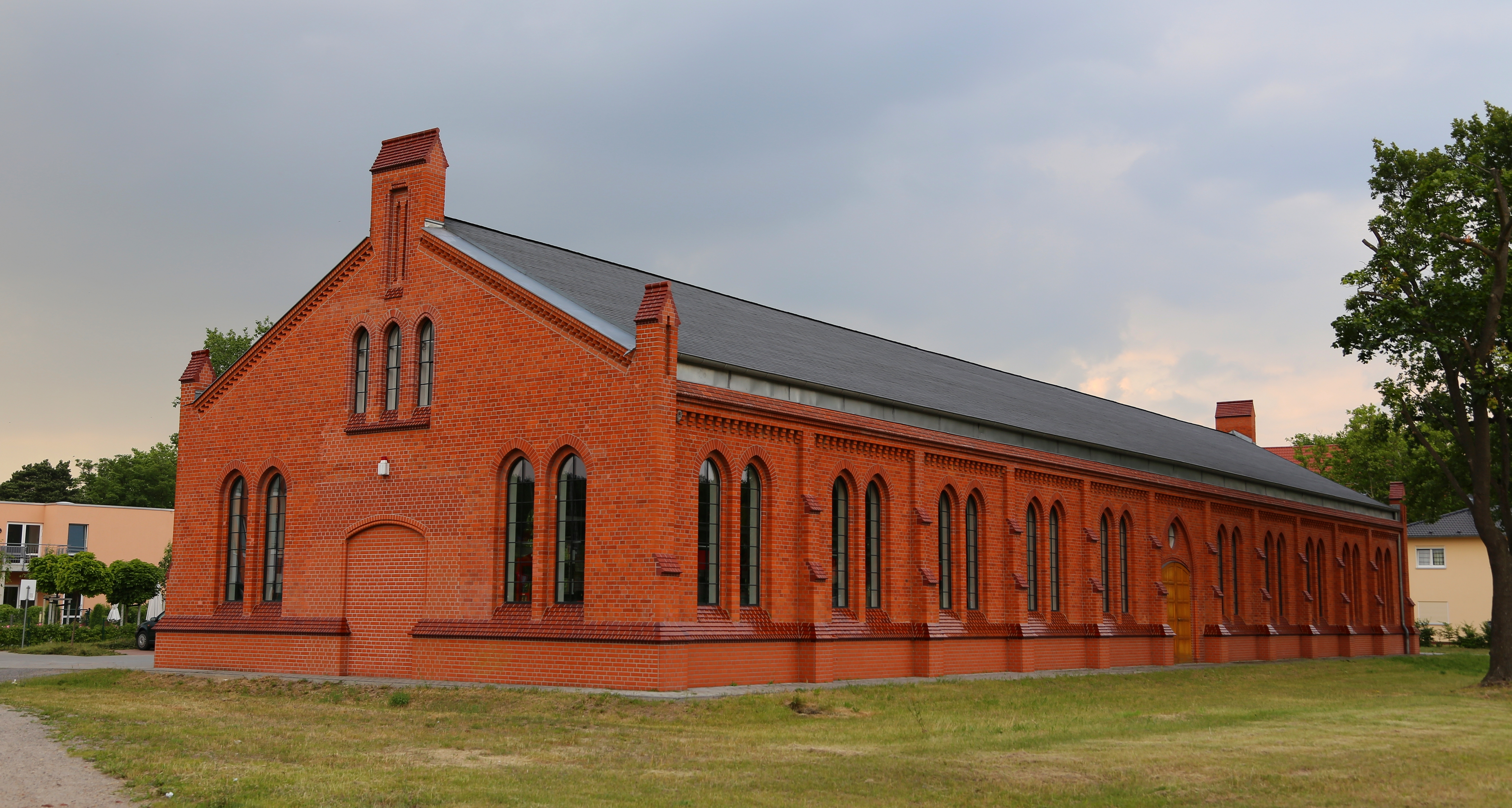
Exerzierhalle des Jäger-Bataillons Nr. 3; wird heute von einem Getränkemarkt genutzt

Nachdem das Kurfürstentum Sachsen im Jahr 1806 zunächst zum Königreich Sachsen erhoben worden war, wurde die Niederlausitz und somit auch Lübben im Ergebnis des Wiener Kongresses preußisch. Die Stadt wurde der Provinz Brandenburg angeschlossen und Lübben verlor seine Funktion als Hauptstadt der jahrhundertelang autonom gewesenen Region. Sie wurde stattdessen Kreisstadt des Landkreises Lübben. Seit 1827 war Lübben Garnison des Brandenburgischen Jäger-Bataillons Nr. 3. Im September 1866 wurde der Bahnhof der Stadt an der Bahnstrecke zwischen Berlin und Cottbus in Betrieb genommen.

### Zwischen den Kriegen und Zeit der DDR
1925 erwarb die Sigmund Goeritz AG (Sitz in Berlin, Fabrik in Chemnitz, unter Leitung von Erich Goeritz) die Aktienmehrheit der Norddeutsche Tricot-Weberei vorm. Leonhard Sprick & Co. AG (Sitz in Berlin, Fabrik in Lübben), mit diesem Verbund entstand der führende deutsche Damenwäsche-Hersteller. Sowohl das Chemnitzer Werk als auch das Lübbener Werk unterhielten eigene Fußballmannschaften.
In der Zeit des Nationalsozialismus wurde die um die Jahrhundertwende erbaute Synagoge der jüdischen Gemeinde an der heutigen Kirchstraße während der Pogromnacht 1938 geschändet und zerstört; seit 1988 erinnert ein Gedenkstein im Garten hinter den Neubauten Nr. 3/4 an das Gotteshaus. Ebenso wurden der jüdische Friedhof zerstört und die Grabsteine als Straßenpflasterung verwendet. 1955 errichtete die VVN in der Verlängerung der Majoransheide ein Denkmal für die Toten.
Am Ende des Zweiten Weltkriegs wurde Lübben in der Schlacht um Berlin kurz zu einem Brennpunkt der Geschichte: In der Angriffsplanung der Roten Armee befand sich die Nahtstelle zwischen den beiden sowjetischen Heeresgruppen, der 1. Weißrussischen Front des Marschalls Georgi Schukow und der 1. Ukrainischen Front des Marschalls Iwan Konew bei Guben. Da zwar die Aufstellung an der Oder, nicht aber das weitere Vordringen (und somit die Eroberung Berlins) einer der beiden Fronten eindeutig zugewiesen war und die beiden Marschälle um die Gunst des sowjetischen Machthabers Josef Stalin wetteiferten, zog dieser auf der Karte eine Trennungslinie von der Oder geradewegs nach Lübben. Dort endete der Strich und Stalin erklärte, dass derjenige der Befehlshaber, dessen Truppen den Ort zuerst erreichten, von Süden her nach Berlin einmarschieren solle. Da Schukows Truppen nach dem Angriffsbeginn ab 16. April vor den Seelower Höhen nur langsam voran kamen, konnte Konew schon am Folgetag durch einen gewagten Vorstoß seiner 3. Garde-Panzerarmee den Raum um Lübben erreichen. Somit erhielt er von Stalin die Erlaubnis, Berlin ebenfalls direkt anzugreifen. Die Stadt selbst wurde von der deutschen 9. Armee verteidigt und fiel erst einige Tage später. In den heftigen Häuserkämpfen wurde Lübben zu 85 Prozent zerstört. Der Turm der Paul-Gerhardt-Kirche und der benachbarte Altarraum der Wendischen Kirche brannten aus. Mehr als 300 Soldaten beider Seiten und rund 500 Zivilisten verloren ihr Leben.
Nach Kriegsende wurde Lübben Teil der Sowjetischen Besatzungszone und somit ab 1949 der DDR. Bei der Gebietsreform am 25. Juli 1952 wurde Lübben Kreisstadt des neuen Kreises Lübben im Bezirk Cottbus, der im Wesentlichen durch eine deutliche Verkleinerung des alten Landkreises Lübben (Spreewald) entstand. In den 1960er und 1970er Jahren wurde im nordwestlichen Stadtgebiet von Lübben eine Großwohnsiedlung in Plattenbauweise gebaut. Am 1. Januar 1974 wurden die Gemeinden Neuendorf und Treppendorf in die Stadt Lübben eingegliedert. Bei Lübben errichtete die DDR einen ihrer größten Rüstungsbetriebe, der bis 1990 Munition für die NVA herstellte. Aus diesem Betrieb entstand nach der Wende das Munitionsentsorgungsunternehmen Spreewerk Lübben. Im Jahr 1988 wurde die Turmspitze der im Zweiten Weltkrieg beschädigten Paul-Gerhardt-Kirche wiederhergestellt.

### Seit der Wiedervereinigung

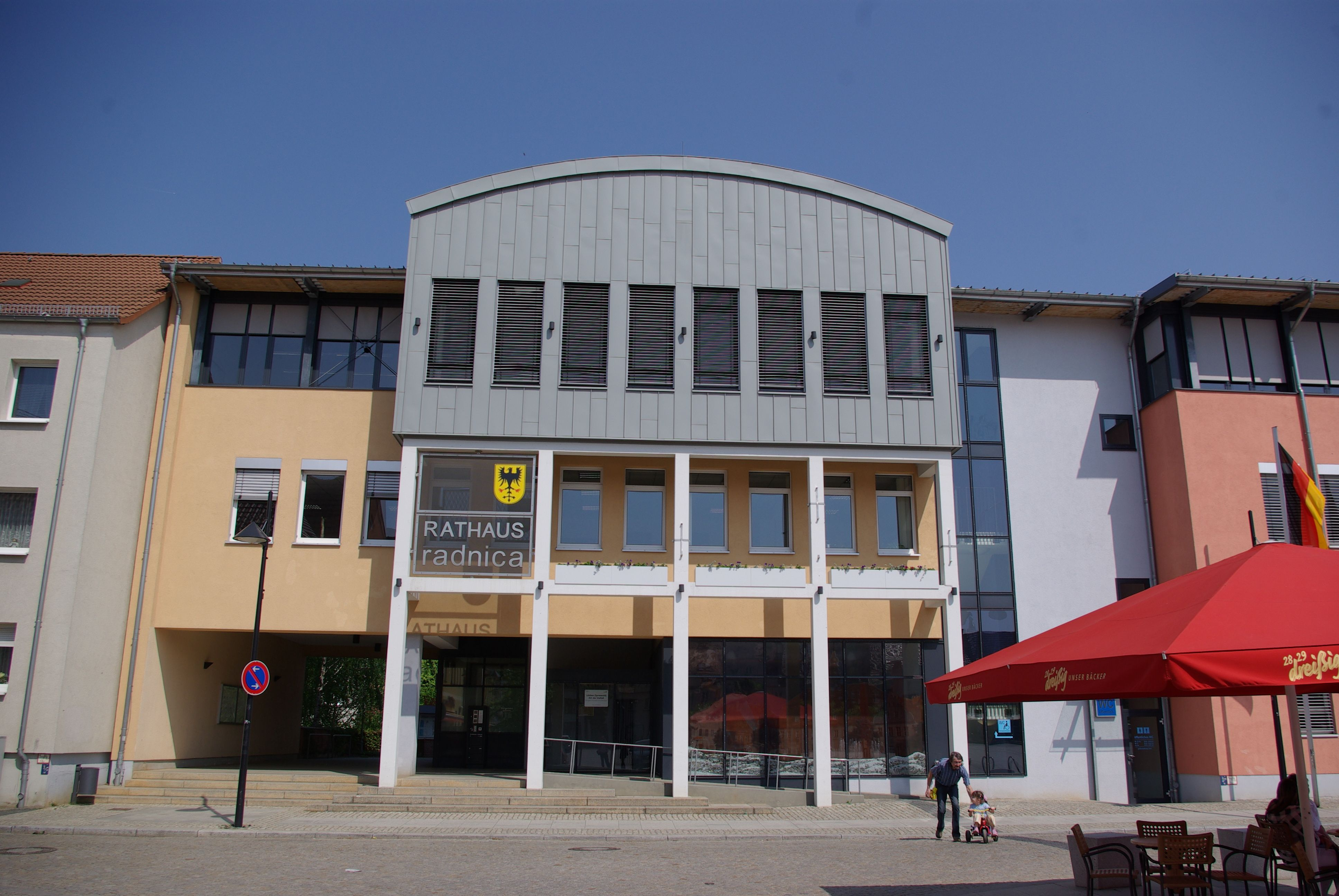
Das im Jahr 2000 eingeweihte neue Rathaus am Marktplatz

Nach der Wiedervereinigung wurde der Kreis Lübben in Landkreis Lübben umbenannt und kam zum Land Brandenburg. Es erfolgten umfangreiche Verwaltungsänderungen. Im Dezember 1993 fusionierte der Landkreis Lübben mit den Landkreisen Luckau und Königs Wusterhausen zum Landkreis Dahme-Spreewald, dessen Kreisstadt Lübben wurde. Sie teilt sich die Ämter mit dem nahe Berlin liegenden Königs Wusterhausen. So befinden sich in Lübben das Landratsamt und das Jugendamt, während Königs Wusterhausen beispielsweise das zuständige Finanzamt und eine Jugendarrestanstalt beherbergt. Im Rahmen der Kommunalreform im Dezember 1993 wurden auch die bis dahin eigenständigen Gemeinden Hartmannsdorf, Lubolz und Radensdorf nach Lübben eingemeindet.

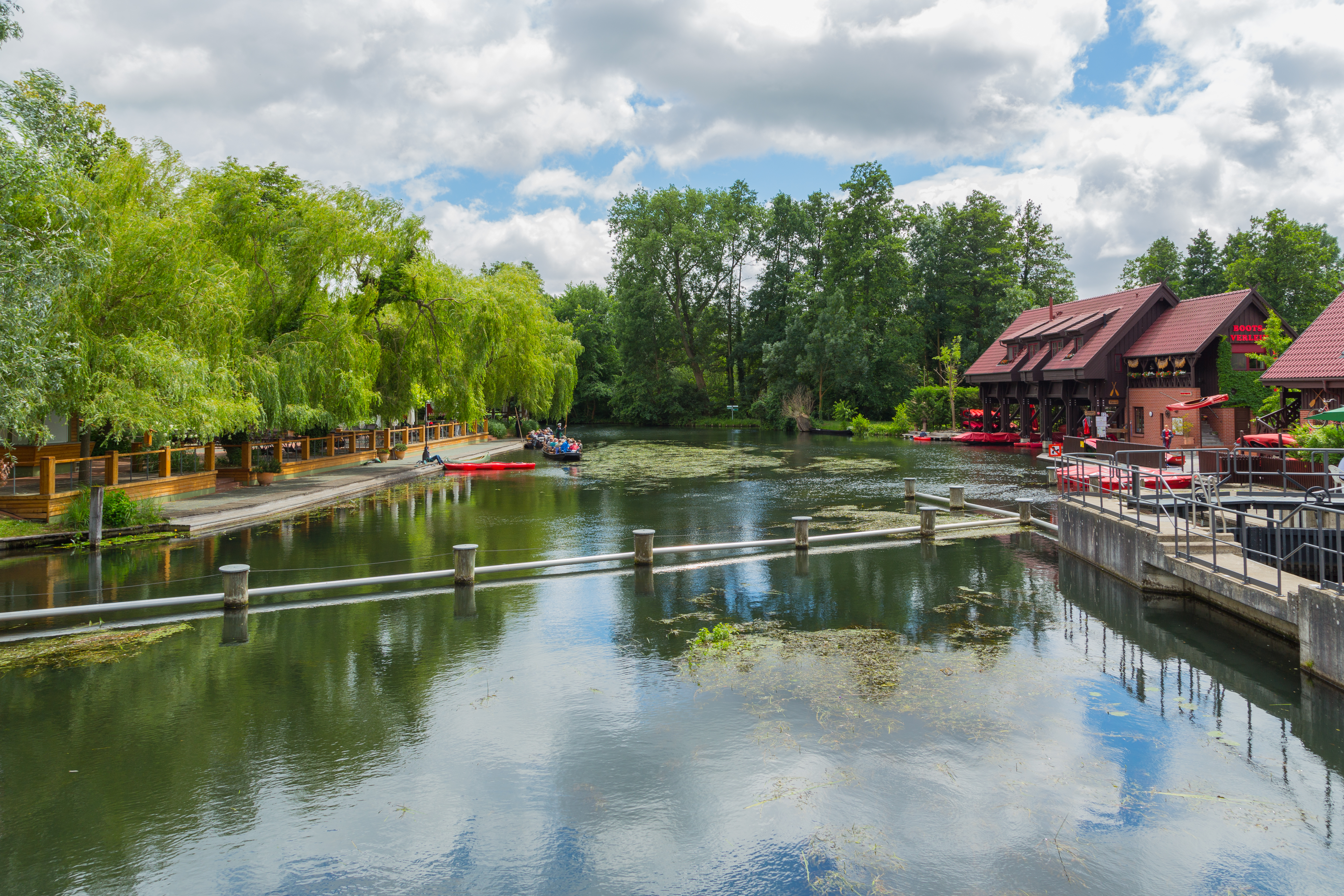
Spree am Kahnanlegeplatz in Lübben

Im Juni 1998 wurde der neu gestaltete Kahnfährhafen südlich des Stadtzentrums neu gestaltet, seit Juni 1999 darf die Stadt den Titel „Staatlich anerkannter Erholungsort“ führen. Am 17. Dezember 1999 wurde das neue Rathaus am Markt an die Stadt übergeben, offiziell eingeweiht wurde es im März 2000. Mit dem Beginn der archäologischen Voruntersuchungen im Juli 2002 begann eine umfangreiche Neugestaltung und Bebauung des Stadtzentrums. Zwischen 2004 und 2011 entstanden rund um den Marktplatz neue Wohn- und Geschäftshäuser. Der neu gestaltete Marktplatz wurde im Jahr 2006 eingeweiht. Seit dem Jahr 2010 wurden Häuser am Brückenplatz wieder aufgebaut, die im Zweiten Weltkrieg zerstört worden waren.
Am 23. September 2008 erhielt die Stadt den von der Bundesregierung verliehenen Titel „Ort der Vielfalt“. 2018 beschloss der Rat der Stadt das integrative Entwicklungskonzept „Strategie Lübben (Spreewald) 2030“.

## Bevölkerungsentwicklung
| Jahr | Einwohner |
| ---- | --------- |
| 1875 | 05.843    |
| 1890 | 06.431    |
| 1910 | 08.103    |
| 1925 | 07.866    |
| 1933 | 08.051    |
| 1939 | 10.100    |

| Jahr | Einwohner |
| ---- | --------- |
| 1946 | 09.433    |
| 1950 | 09.155    |
| 1964 | 12.354    |
| 1971 | 13.038    |
| 1981 | 14.277    |
| 1985 | 14.364    |

| Jahr | Einwohner |
| ---- | --------- |
| 1990 | 14.044    |
| 1995 | 15.091    |
| 2000 | 15.025    |
| 2005 | 14.627    |
| 2010 | 14.122    |
| 2015 | 13.824    |

| Jahr | Einwohner |
| ---- | --------- |
| 2020 | 14.036    |
| 2021 | 13.937    |
| 2022 | 14.040    |
| 2023 | 14.030    |
| 2024 | 14.028    |

Gebietsstand des jeweiligen Jahres, Einwohnerzahl: Stand 31. Dezember (ab 1991) von 2011 bis 2021 auf Basis des Zensus 2011, ab 2022 auf Basis des Zensus 2022
* Die Einwohnerzahl für 2011 wurde vor dem Zensus 2011 mit 14.047, danach mit 13.869 angegeben.
 Sprache 

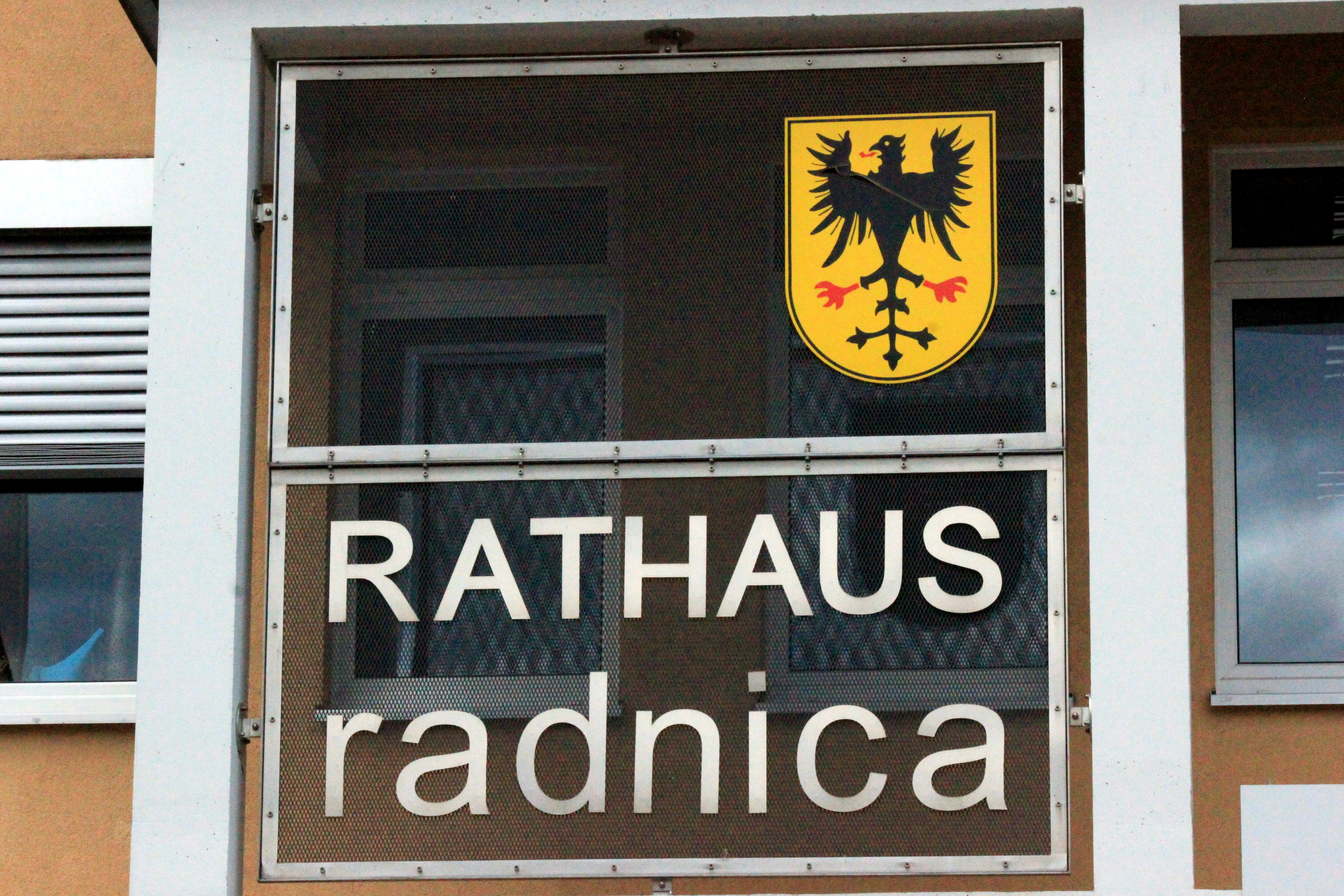
Zweisprachige Beschriftung am Lübbener Rathaus

Bis zum Tod des Diakons Fritze im Jahre 1790 wurde in Lübben noch niedersorbisch (wendisch) gepredigt, seitdem nur noch deutsch. Die Bevölkerung der umliegenden Dörfer Neuendorf, Treppendorf, Groß Lubolz und Hartmannsdorf, die um 1750 noch beinahe vollständig wendischsprachig war, wurde in der Folge germanisiert. Arnošt Muka fand dort 1884 keine wendischen Bewohner mehr vor.

## Politik

### Stadtverordnetenversammlung
Die Stadtverordnetenversammlung von Lübben besteht aus 22 Stadtverordneten und dem hauptamtlichen Bürgermeister. Die Kommunalwahl am 9. Juni 2024 führte zu folgendem Ergebnis:
| Partei / Wählergruppe               | Ergebnis 2024 | Sitze 2024 |        | Ergebnis 2019 | Sitze 2019 | Ergebnis 2014 | Sitze 2014 | Ergebnis 2008 | Sitze 2008 |
| ----------------------------------- | ------------- | ---------- | ------ | ------------- | ---------- | ------------- | ---------- | ------------- | ---------- |
| Pro Lübben                          | 23,0 %        | 5          | 24,0 % | 5             | 22,6 %     | 5             | 15,8 %     | 4             |            |
| CDU                                 | 18,9 %        | 4          | 22,9 % | 5             | 27,3 %     | 6             | 29,5 %     | 6             |            |
| AfD                                 | 18,7 %        | 4          | –      | –             | –          | –             | –          | –             |            |
| Bürgerinitiative „Unser Lübben“     | 12,0 %        | 3          | –      | –             | –          | –             | –          | –             |            |
| SPD                                 | 11,8 %        | 2          | 13,4 % | 3             | 21,1 %     | 5             | 23,6 %     | 5             |            |
| Wählergemeinschaft diestadtfraktion | 07,7 %        | 2          | 20,1 % | 4             | –          | –             | –          | –             |            |
| Die Linke                           | 04,8 %        | 1          | 11,4 % | 3             | 14,4 %     | 3             | 23,8 %     | 5             |            |
| Bündnis 90/Die Grünen               | 03,2 %        | 1          | 07,0 % | 2             | 04,9 %     | 1             | 02,1 %     | –             |            |
| Einzelbewerber Sven Gratzias        | –             | –          | 01,1 % | –             | –          | –             | –          | –             |            |
| Bürgerverein „wir-von-hier“ 1       | –             | –          | –      | –             | 08,1 %     | 2             | –          | –             |            |
| FDP                                 | –             | –          | –      | –             | –          | –             | 05,2 %     | 1             |            |
| Wahlbeteiligung                     | 64,5 %        | 64,5 %     | 56,2 % | 56,2 %        | 46,1 %     | 46,1 %        | 48,8 %     | 48,8 %        |            |

Bei der konstituierenden Sitzung der Stadtverordnetenversammlung wurde Peter Rogalla (diestadtfraktion) zum Vorsitzenden gewählt, seine Stellvertreter sind Andrea Freimann (Pro Lübben) und Inis Schönfelder (CDU).

### Bürgermeister
- 1990–2014: Lothar Bretterbauer (CDU)
- 2015–2022: Lars Kolan (SPD)
- seit 2022: Jens Richter (CDU)

Lothar Bretterbauer trat im August 2014 aus gesundheitlichen Gründen von seinem Amt zurück.
Lars Kolan wurde in der Bürgermeisterstichwahl am 15. Februar 2015 mit 63,1 % der gültigen Stimmen zu seinem Nachfolger gewählt (Wahlbeteiligung 49,5 %). Am 13. Januar 2022 beschloss die Stadtverordnetenversammlung mit Zweidrittelmehrheit die Durchführung eines Bürgerentscheids über seine Abwahl. Am 18. Januar 2022 verzichtete Kolan auf die Durchführung des Bürgerentscheids und galt damit als abgewählt.
In der Bürgermeisterstichwahl am 12. Juni 2022 wurde Jens Richter (CDU) mit 62,8 % der gültigen Stimmen bei einer Wahlbeteiligung von 30,2 % für eine Amtszeit von acht Jahren gewählt. Er trat sein Amt am 22. Juni 2022 an.

### Wappen
| Wappen von Lübben | Blasonierung: „In Gold ein schwarzer Adler mit roter Zunge und roten Fängen.“ |
| Wappen von Lübben | Wappenbegründung: Das älteste nachweisbare Stadtsiegel datiert auf den 1. Juli 1438. Es zeigt einen nach rechts gewendeten Adler und die Reste einer Umschrift (vermutlich „SIGILLVM CIVITATIS LVBENSIS“). Seit 1723 führt die Stadt offiziell ein Wappen. Nach Beschreibung des damaligen Bürgermeisters von 1840 zeigt das Wappen einen „schwarzen Adler […] auf goldenem Schild“. Die Ausmalung zeigte auch zwei Palmenzweige und einen roten Mantel mit roten Fransen. Diese waren nicht Teil des historischen Wappens und wurden Anfang des 20. Jahrhunderts aus diesem entfernt. |

Das Wappen in seiner heutigen Form wurde am 14. März 1995 genehmigt.

### Städtepartnerschaften
- Wolsztyn/Wollstein (Polen)
- Neunkirchen (Deutschland)

## Sehenswürdigkeiten und Kultur

### Bauwerke und Kulturdenkmale

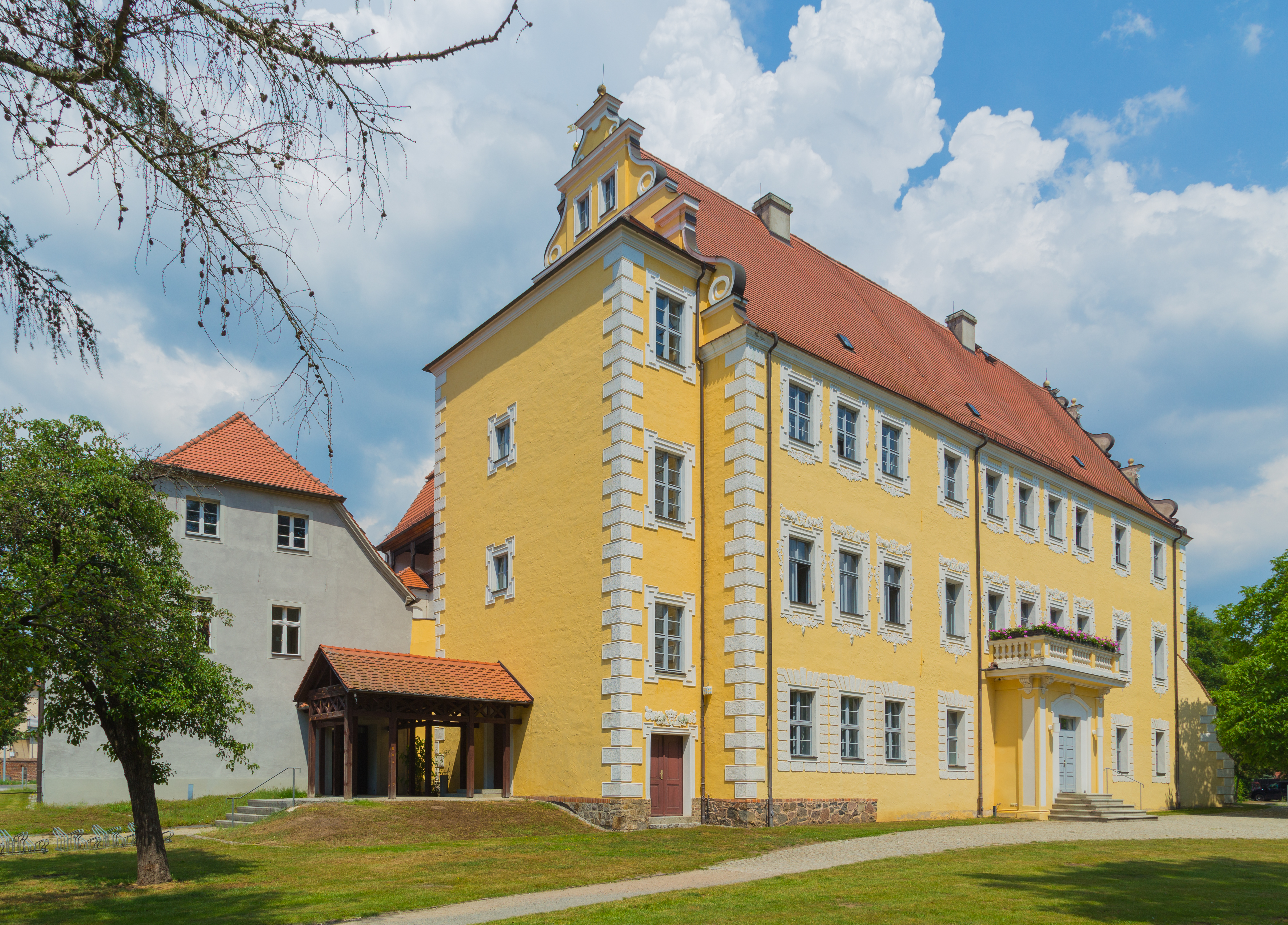
Schloss Lübben (Südseite)

In der Liste der Baudenkmäler in Lübben (Spreewald) und in der Liste der Bodendenkmale in Lübben (Spreewald) stehen die in der Denkmalliste des Landes Brandenburg eingetragenen Denkmäler.
- Hauptsehenswürdigkeiten sind neben dem Spreewald einige historische Bauwerke, die in den letzten Jahren originalgetreu restauriert wurden, darunter das Schloss Lübben, das Ständische Landhaus und das Schloss Neuhaus im Stadtteil Steinkirchen.
- Mit der Dorfkirche Steinkirchen steht auch einer der ältesten Sakralbauten der Niederlausitz auf dem Gebiet der Stadt Lübben.
- Die Paul-Gerhardt-Kirche erhielt 1988 eine neue Turmhaube, und die Bronzeplastik Paul Gerhardts vor der Kirche wurde restauriert.
- Im nördlichen Teil der Altstadt befindet sich die katholische St.-Trinitas-Kirche.
- Im Ortsteil Lubolz befindet sich die in Fachwerkbauweise gebaute Dorfkirche Lubolz.
- Der Sowjetische Ehrenfriedhof entstand in den Jahren 1975 bis 1976 nach Plänen von Konrad Heidenreich. Das zentrale Element ist ein Monument des Bildhauers Herbert Burschik.
- Weiterhin gibt es einen Kletterwald mit 11 Parcours und einen 10 Meter hohen Kletterturm.[28]

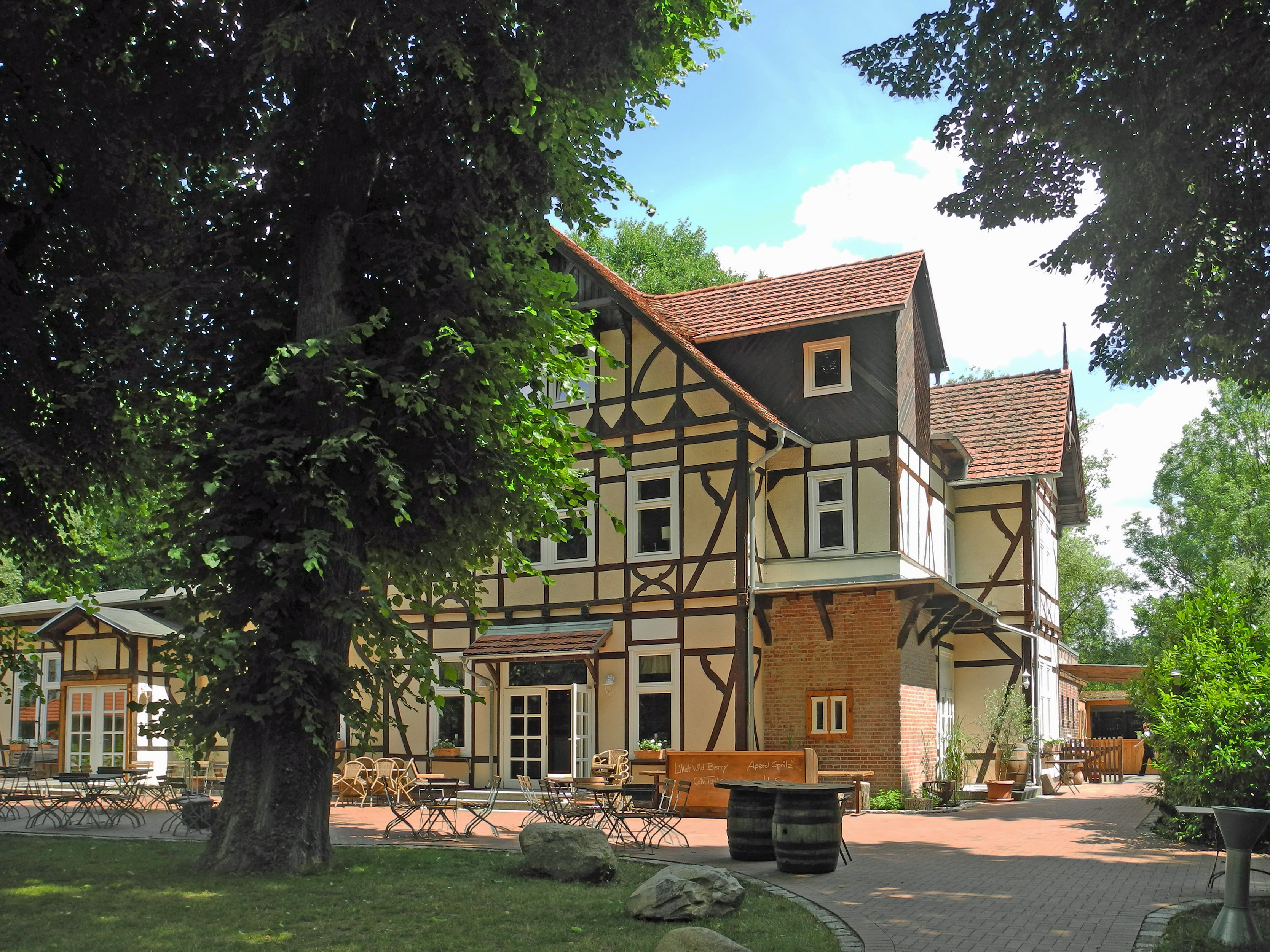
Haus Burglehn am Ort der alten Slawenburg
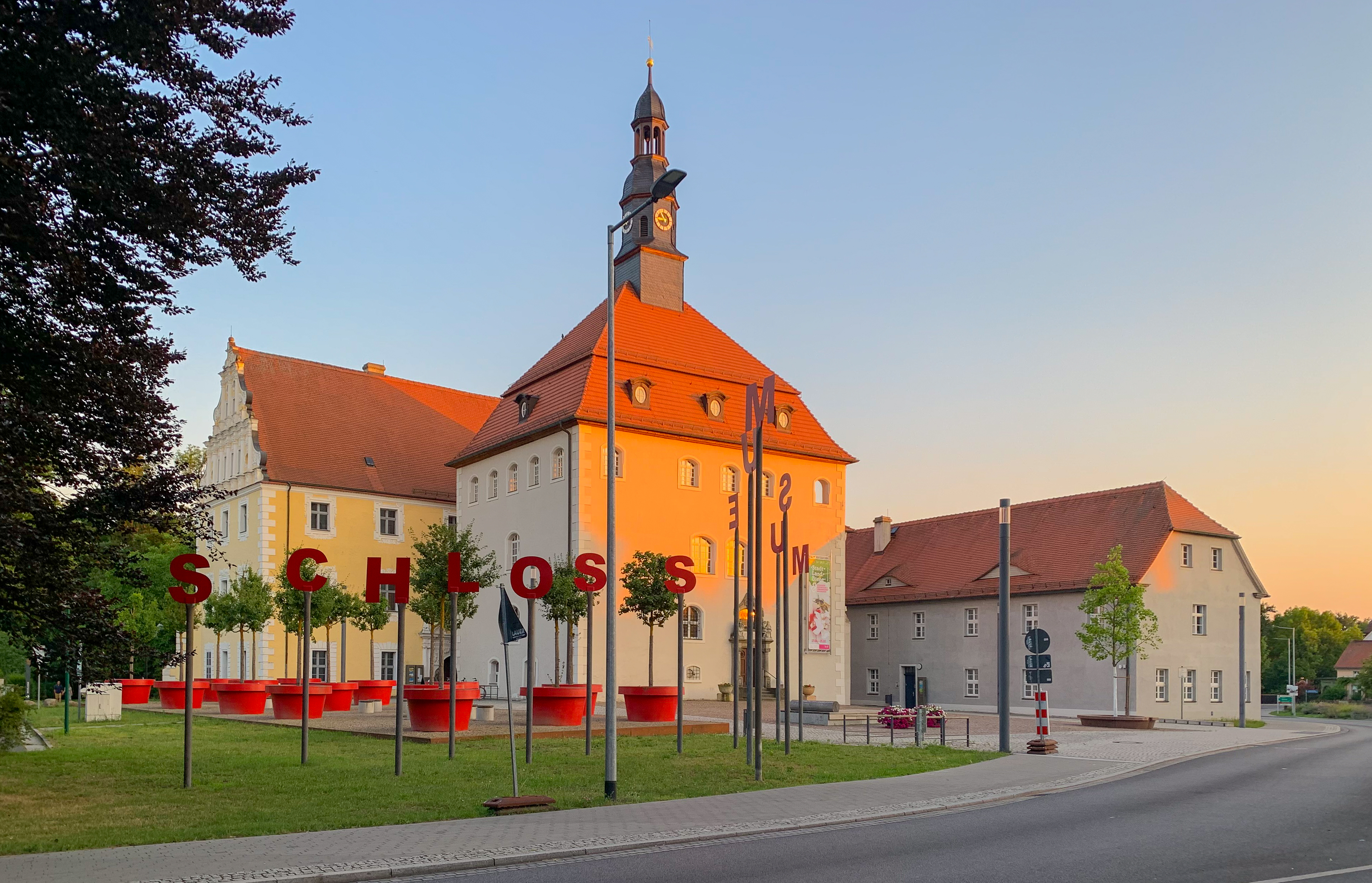
Schloss Lübben
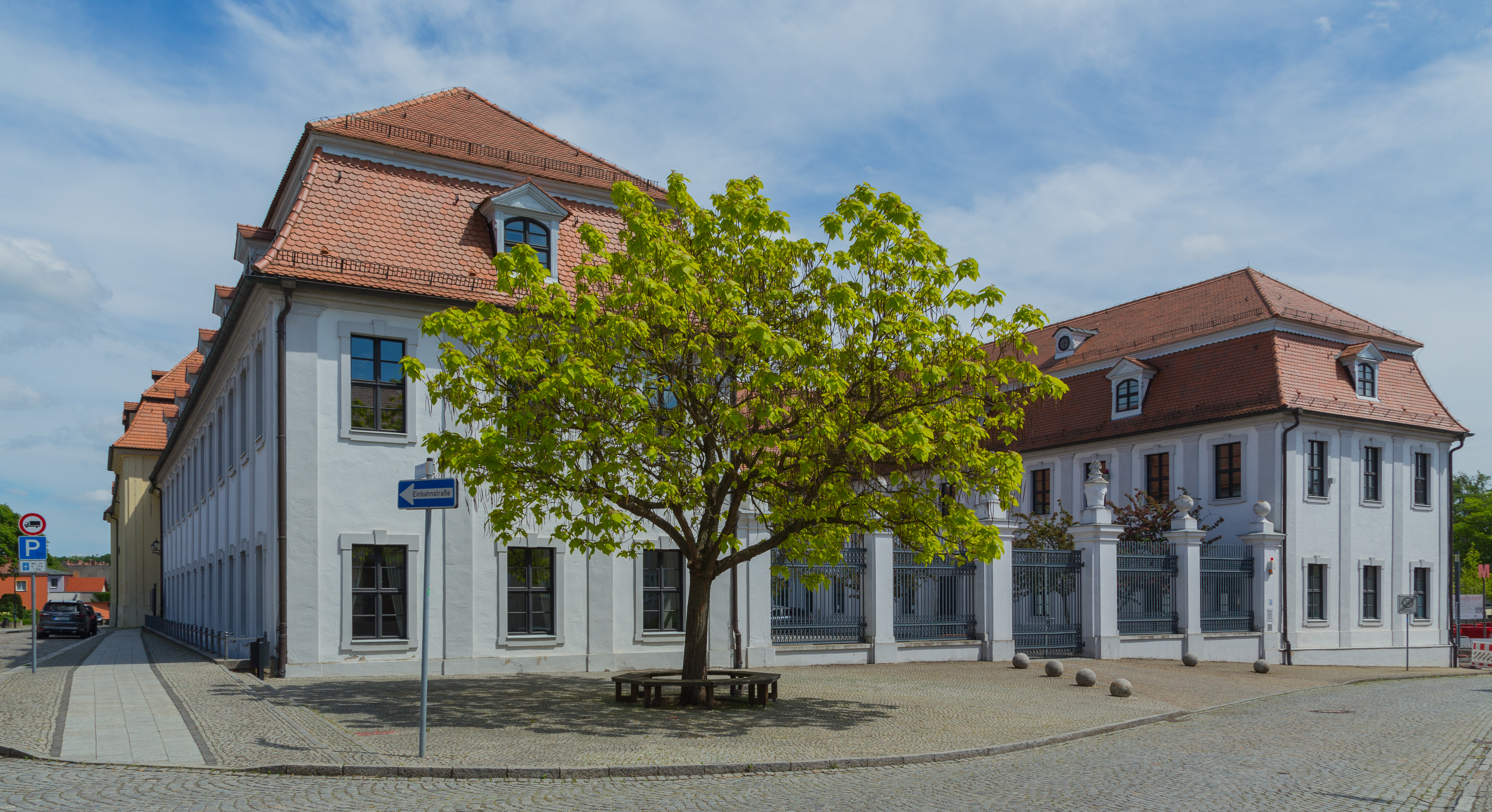
Ständisches Landhaus
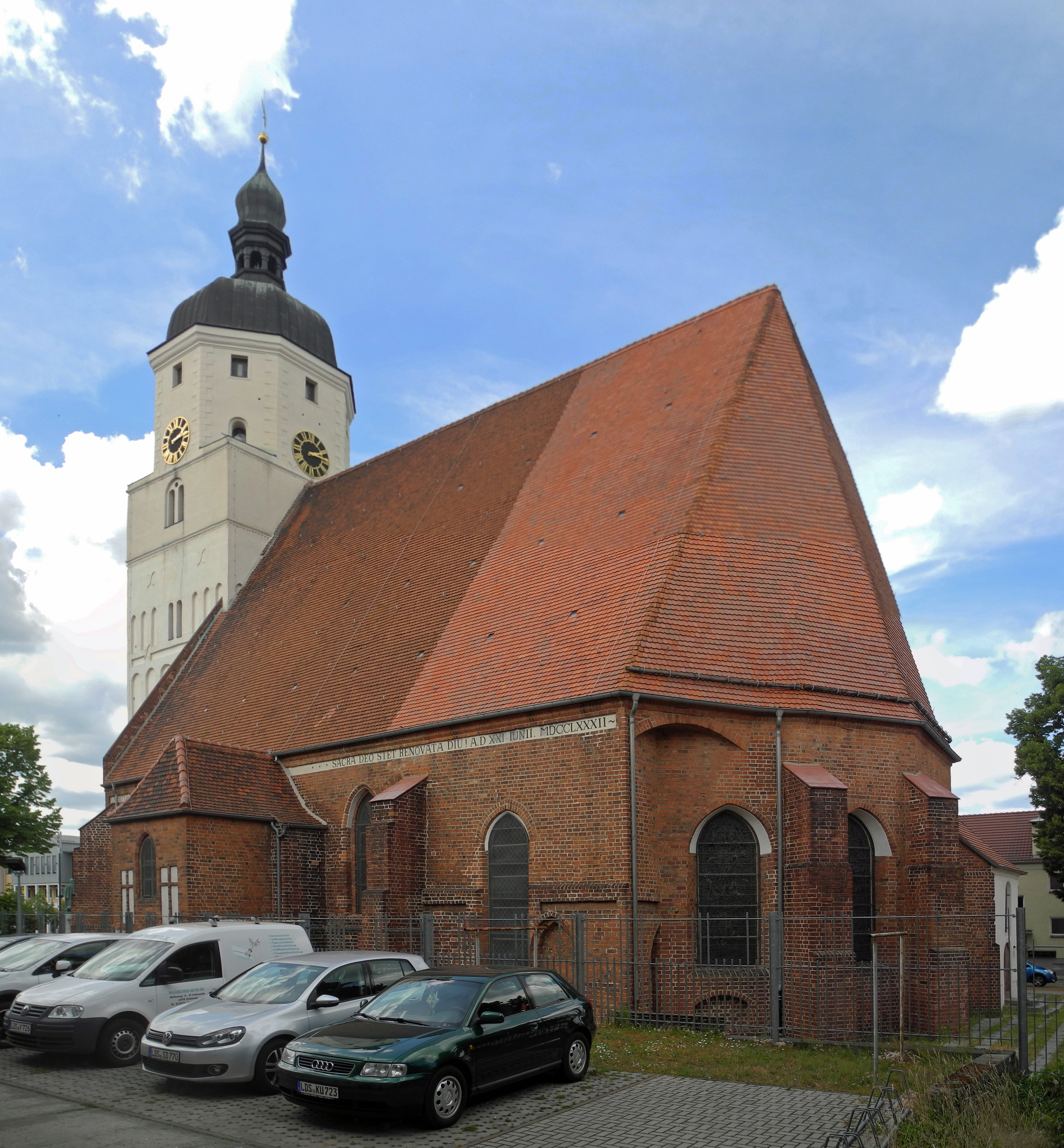
Paul-Gerhardt-Kirche
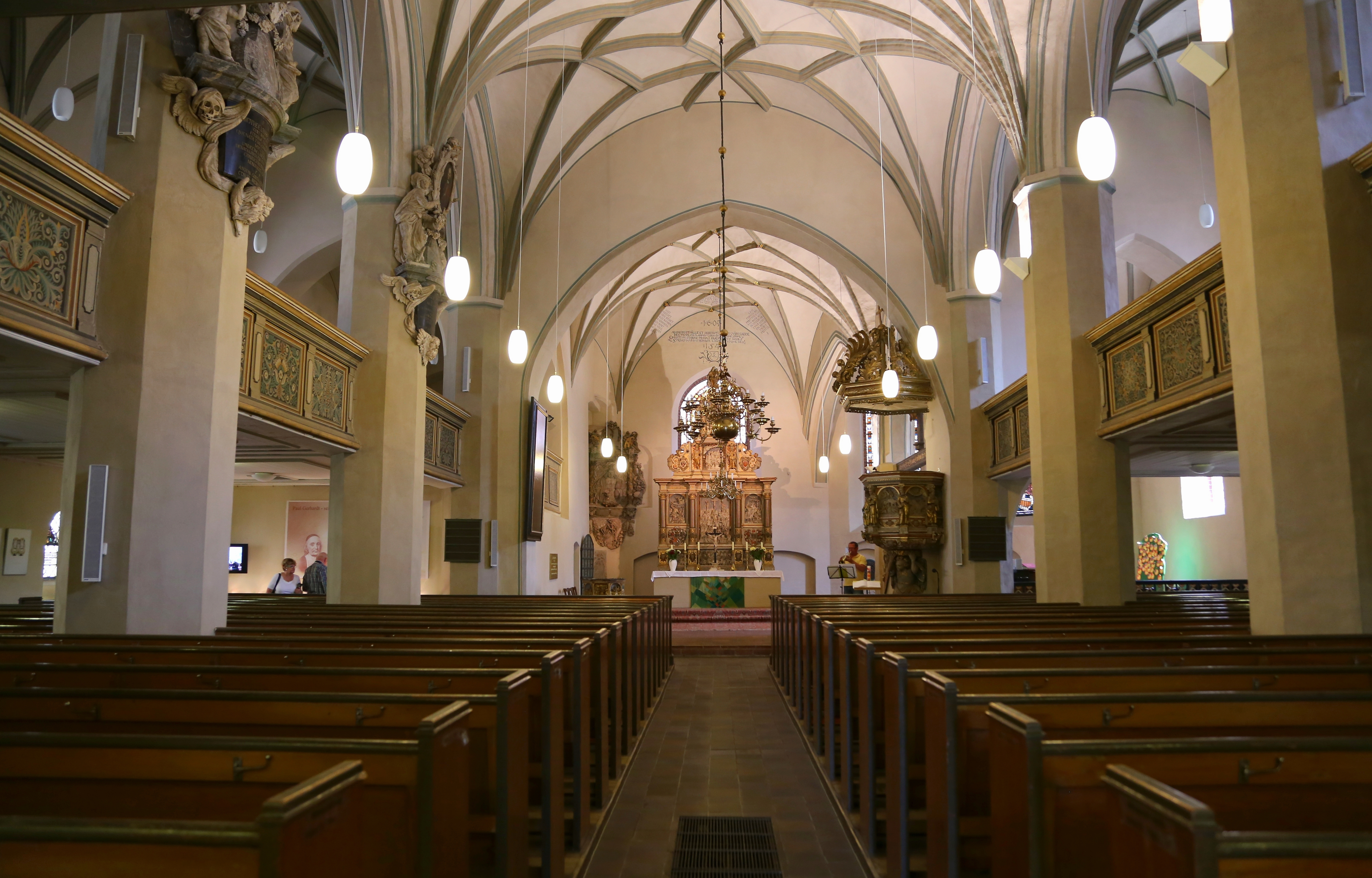
Paul-Gerhardt-Kirche (innen)
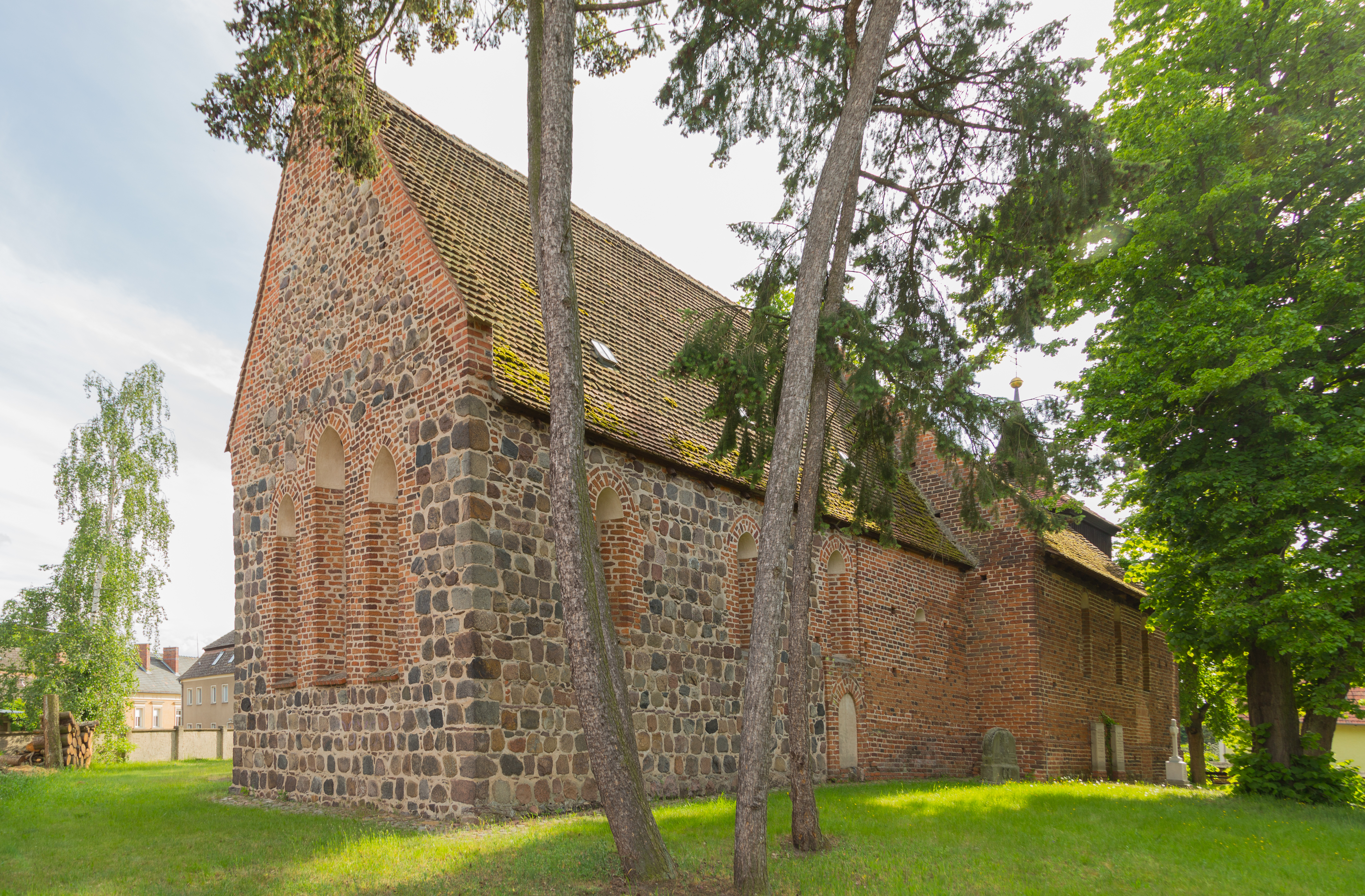
St. Pankratius (Steinkirchen)

### Museen
- Stadt- und Regionalmuseum Schloss Lübben
- Traditionshaus der Feuerwehr

### Grünanlagen

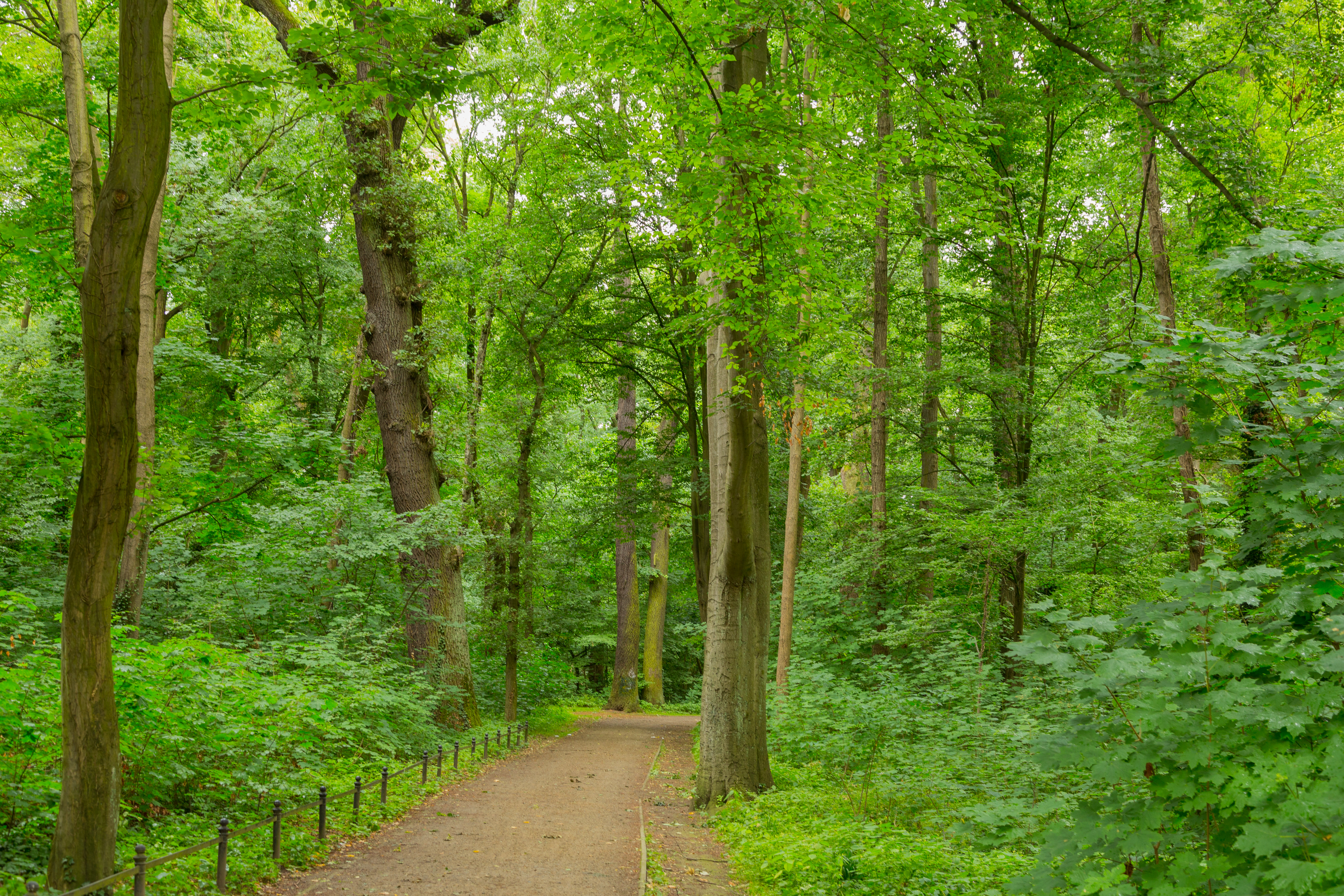
Parkanlage „Der Hain“

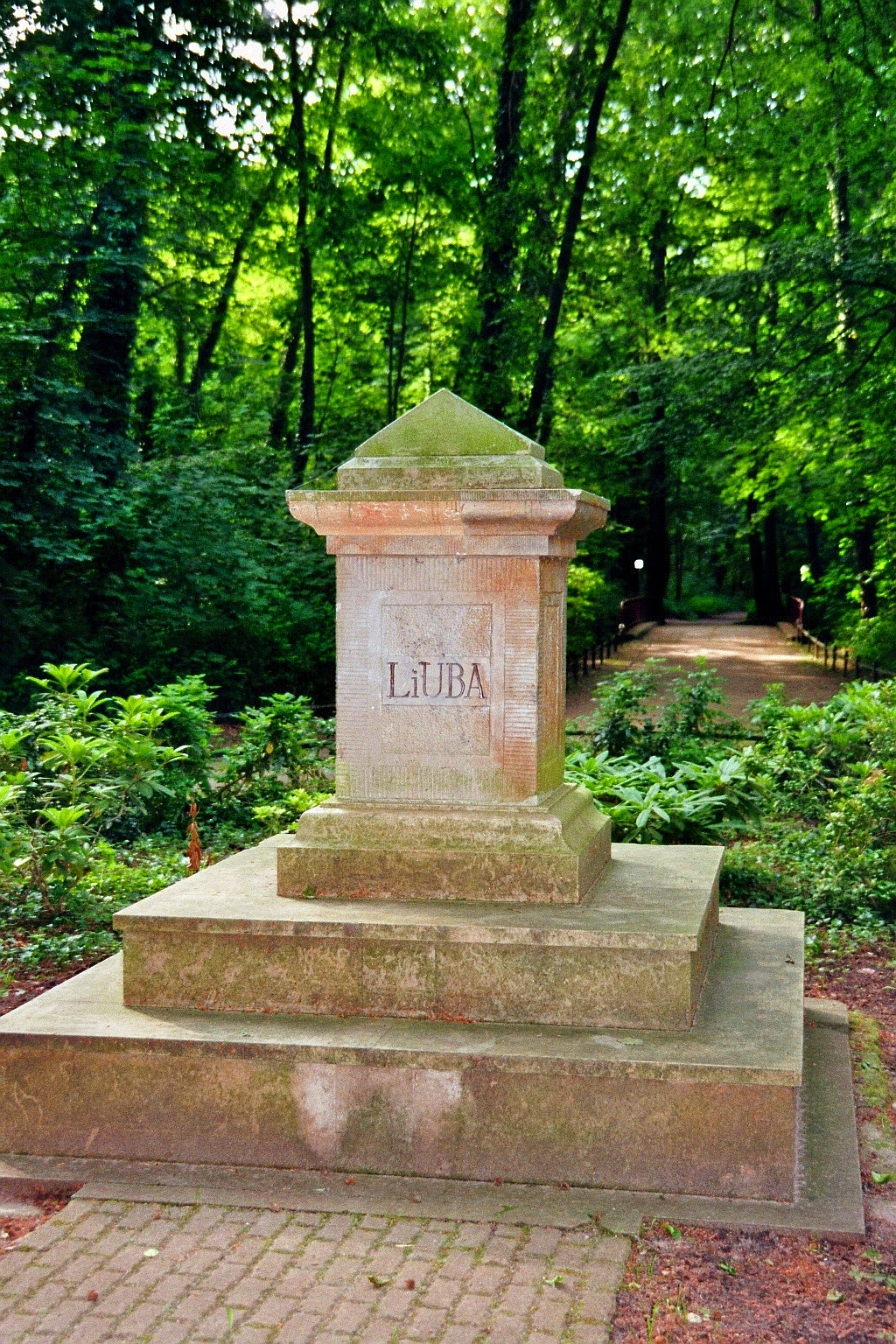
Liuba-Stein im Lübbener Hain

Grünanlagen in Lübben sind neben dem Hain und der Liebesinsel die Schlossinsel, die in ihrer heutigen Gestalt seit 1998 existiert. In den Jahren nach dem Zweiten Weltkrieg sammelten sich dort die Reste der Trümmer, welche der Krieg hinterlassen hatte. Die Insel wurde später umgestaltet, so entstanden Flussläufe und eine gestufte Anhöhe. Weiterhin wurden ein Wasserspielplatz und ein weiterer Sandspielplatz errichtet. Heute finden dort Konzerte und kulturelle Veranstaltungen statt. Südlich der Stadt befand sich im Mittelalter die Slawenburg Lübben, deren Reste um das Gasthaus Haus Burglehn noch zu erahnen sind.
Der etwa 20 Hektar große Lübbener Hain liegt zwischen Altstadt und Bahnhof und ist der Rest eines Auwalds an der Mündung der Berste. Er wurde bereits im Mittelalter erwähnt. Im Hain stehen etwa 220 Stieleichen mit einem Alter von etwa 180 bis 250 Jahren und einer Höhe von etwa 30 Metern. Ein Gedenkstein erinnert an die slawische Liebes- und Fruchtbarkeitsgöttin Liuba. Man nimmt an, dass sich im Hain eine Kultstätte zu ihrer Verehrung befunden hat.

### Veranstaltungen
Lübben ist Zentrum und Ausgangspunkt des in den Sommermonaten stattfindenden Openair-Kunstfestivals aquamediale, das jährlich von über 100.000 Gästen besucht wird.

## Wirtschaft und Infrastruktur

### Ansässige Unternehmen
- Spreewerk Lübben, früher Rüstungsbetrieb der DDR und jetzt zum US-Konzern General Atomics gehörend, vernichtet seit der Wiedervereinigung in großem Maßstab Munition von NVA, Bundeswehr und ausländischen Armeen: Schwerpunkte sind Streu-Munition und Raketensysteme.[31]
- Spreewald-Feldmann,[32] stellt unter anderem Spreewälder Gurken her.

In der Kreisstadt mit ihren drei Kliniken ist der Bereich Gesundheit besonders stark vertreten. Die Kliniken haben überregionale Bedeutung und einen Einzugsbereich bis nach Berlin.

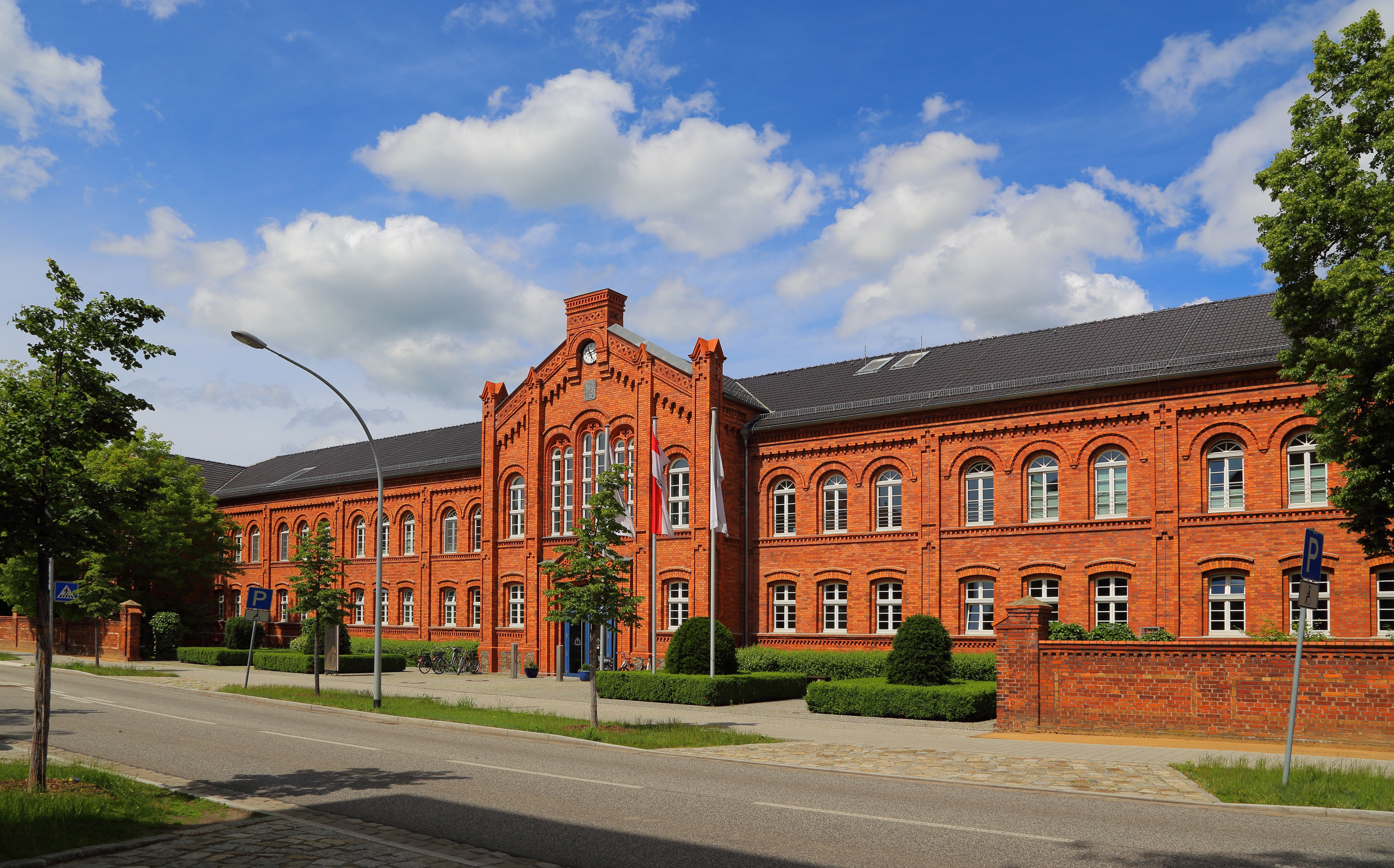
Asklepios Fachklinikum Lübben

- Klinikum Dahme-Spreewald (Versorgungsstufe II – Krankenhaus mit Schwerpunktversorgung)
- Asklepios Fachklinikum Lübben für Neurologie und Psychiatrie
- Reha-Zentrum Lübben Fachklinik für Orthopädie und Onkologie

### Tourismus
Der Tourismus ist für Lübben, als Staatlich anerkannter Erholungsort, einer der wichtigsten Wirtschaftszweige. Ihm werden bei 3714 Gästebetten rund 1500 Arbeitsplätze zugerechnet. Nach Angaben des Amtes für Statistik Berlin-Brandenburg wurden im Jahr 2019 insgesamt in der Stadt 61.228 Ankünfte (Gäste) und 219.464 Übernachtungen registriert.

### Verkehr

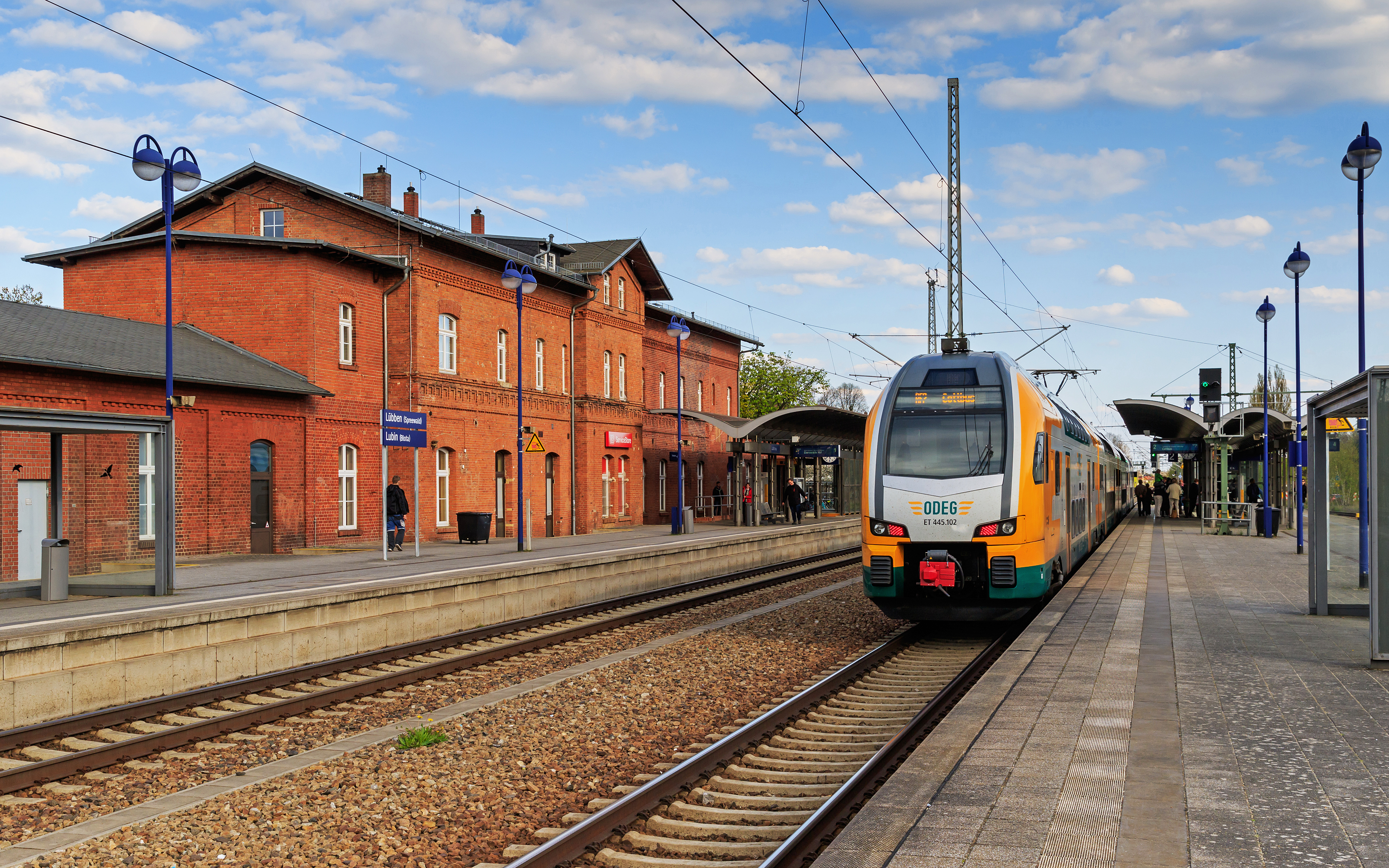
Bahnhof Lübben (Spreewald)

- Bahnverkehr: Der Bahnhof Lübben (Spreewald) wird von einem Zugpaar der Intercity-Linie 56 sowie der Regional-Expresslinien RE 2 Nauen–Berlin–Cottbus und RE 7 Dessau–Berlin–Senftenberg bedient.
- Busverkehr: Am Bahnhof Lübben starten zwei PlusBus-Linien (472 und 500), sechs Regionalbuslinien und eine Stadtlinie der Regionalen Verkehrsgesellschaft Dahme-Spreewald. Ergänzt wird das Busangebot durch eine Linie der Verkehrsgesellschaft Oberspreewald-Lausitz.
- Radwege: Spreeradweg, Gurken-Radweg, Hofjagd-Radweg
- Straßenverkehr: Lübben ist über die Anschlussstellen Freiwalde und Duben mit der Bundesautobahn 13 verbunden. Die B 87 Leipzig–Frankfurt (Oder) durchquert Lübben, die B 115 endet mit ihrem Abschnitt Golßen–Lübben in der Stadt. Die Landesstraßen L 44 nach Lieberose und L 49 nach Cottbus haben ihren Ausgangspunkt in Lübben.

### Bildung

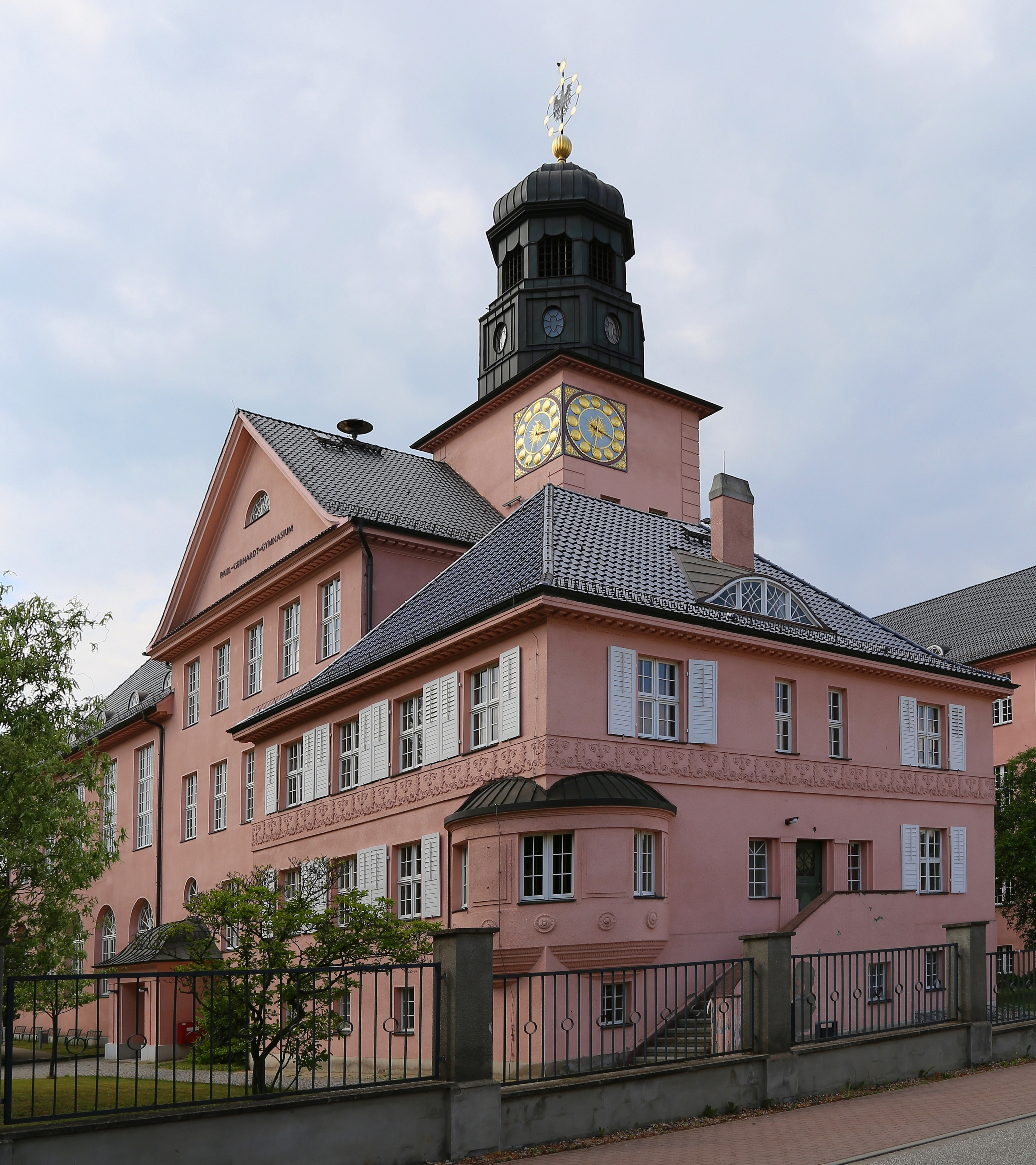
Schulgebäude des Paul-Gerhardt-Gymnasiums

In der Stadt Lübben gibt es drei Grundschulen (Liuba-Grundschule, Evangelische Grundschule, Friedrich-Ludwig-Jahn-Grundschule), eine Oberschule (Spreewald-Schule), das Paul-Gerhardt-Gymnasium und ein Oberstufenzentrum. Weitere Schulen sind die Allgemeine Förderschule „Schule am Neuhaus“ und die Förderschule „Schule der Lebensfreude“ im Ortsteil Lubolz.
In Lübben befindet sich das Bildungszentrum des Niederlausitzer Studieninstitut für kommunale Verwaltung. Des Weiteren ist die Kreismusikschule Dahme-Spreewald in der Stadt angesiedelt.

### Sport
Wichtigste Sportvereine der Stadt sind der Fußballverein Grün-Weiß Lübben, der in der Saison 2023/24 in der Brandenburg-Liga spielt, die TSG Lübben 1965 mit mehreren Abteilungen und der Handballverein HC Spreewald.
Die wichtigsten Sportstätten in Lübben sind das Stadion der Völkerfreundschaft und die Mehrzweckhalle „Blaues Wunder“.

## Trivia
- Ein Landungsschiff der Hoyerswerda-Klasse der Volksmarine der DDR mit der Schiffs-Nr. 631 erhielt den Namen der Stadt.
- Die Band Monokel beschrieb mit ihrem Lied Bye bye, Lübben City das Lebensgefühl der Blueserszene in der DDR.